# Koppalu (Kalihundi), Tirumakudal Narsipur
Koppalu (Kalihundi) là một làng thuộc tehsil Tirumakudal Narsipur, huyện Mysore, bang Karnataka, Ấn Độ.